# Publi Corneli Maluginense Cos
Publi Corneli Maluginense Cos (llatí: Publius Cornelius Maluginensis Cossus) va ser un magistrat romà del segle iv aC. Formava part de la família Cos, una branca de la família Maluginense que pertanyia també a la gens Cornèlia. Era fill de Publi Corneli Cos, que va ser tribú amb potestat consular l'any 415 aC.
Publi Corneli Maluginense també va ser tribú amb potestat consolar l'any 395 aC juntament amb Publi Corneli Escipió i en aquest any va atacar i conquerir el territori dels faliscs. El 393 aC va ser elegit cònsol amb Luci Valeri Potit, però els dos van haver de renunciar per un defecte en l'elecció i els van substituir Luci Lucreci Flau Triciptí i Servi Sulpici Camerí.